# Muriel Robb
Muriel Robb, eg Muriel Evelyn Robb, född 13 maj 1878 i Newcastle-upon-Tyne, död 12 februari 1907, var en brittisk tennisspelare.

## Spelaren och personen
Muriel Robb krönte en kort karriär som tennisspelare, omfattande femårsperioden 1898 till och med 1902, med seger i Wimbledonmästerskapen år 1902. Den engelska tennisspelaren Dorothea Douglass Chambers beskriver i sin bok "Lawn Tennis for Ladies" som utkom 1910, i några korta meningar Muriel Robbs spelstil. Robb beskrivs där som en utpräglad baslinjespelare som var särskilt skicklig som mixed dubbel-spelare. Hon hade en utsökt förmåga att placera bollen utom räckhåll för den manlige motståndaren, vars uppgift det var att "döda" alla bollar han kunde komma åt. Det var mycket svårt att i förväg avläsa hur Robb skulle komma att placera bollarna. 
Efter sin seger i Wimbledonfinalen år 1902 upphörde Muriel Robb med tennisspel och hon avled fem år senare, endast 29 år gammal.

## Tenniskarriären
Muriel Robb fanns med på den engelska rankinglistan (egentligen handicapranking) åren 1898 till 1902, det sista året toppade hon listan. Hon hade då deltagit i damsingelklassen i Wimbledonmästerskapen under de sista fyra. Åren 1899 -1901 nådde hon kvartsfinal i All Comers Round, de två sista förlorade hon mot Charlotte Sterry, född Cooper. År 1902 var Muriel Robbs bästa i tenniskarriären. I Wimbledonturneringen besegrade hon Dorothea Douglass Chambers i semifinalen (eg. finalen i All Comers Round, segersiffrorna blev 6-4, 2-6, 9-7) och mötte därpå i finalen (Challenge Round) titelförsvararen Charlotte Sterry. Vid ställningen 4-6, 13-11, det vill säga 1-1 i set bröts matchen på grund av regn. Följande dag, när spelet skulle återupptas beordrade domaren att hela matchen skulle spelas om. Robb vann med 7-5, 6-1 och var därmed ny mästare. Totalt spelades således hela 53 game, vilket är rekord.
Samma år, 1902, nådde Muriel Robb tillsammans med Clement Cazalet mixed dubbel-finalen i Wimbledonmästerskapen. Paret förlorade mot Charlotte Sterry/Laurie Doherty (6-4, 6-3).
Muriel Robb vann singeltiteln i Irish Open år 1901.

## Grand Slam-titlar
- Wimbledonmästerskapen
  - Singel - 1902